# June Whitfield

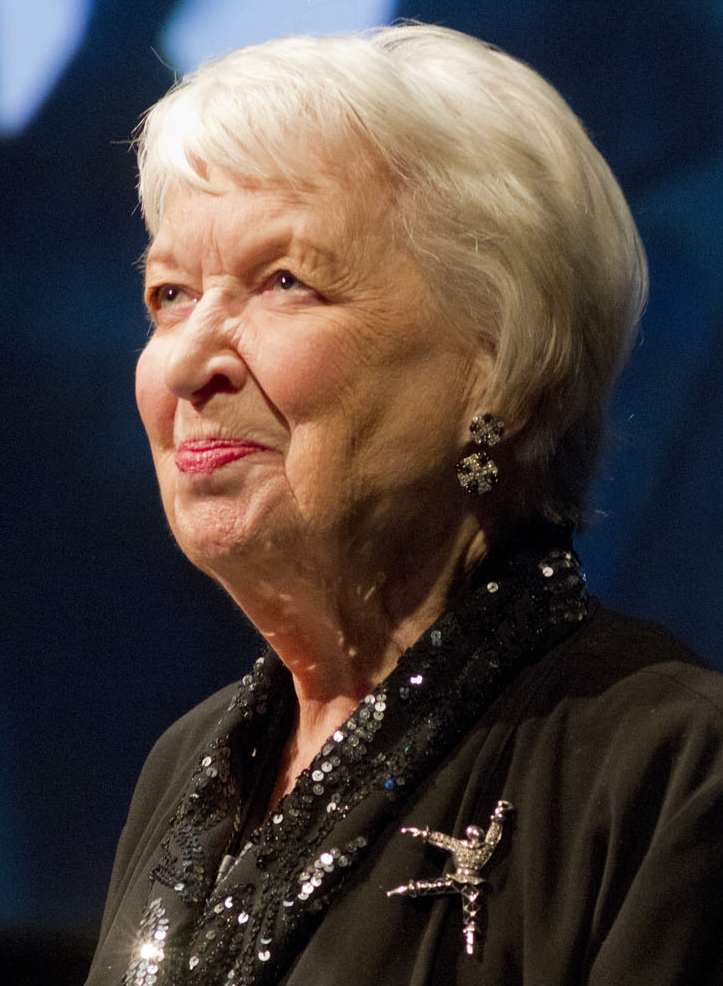
June Whitfield, 2013

Dame June Rosemary Whitfield, DBE (* 11. November 1925 in Streatham, London; † 29. Dezember 2018) war eine britische Schauspielerin, die besonders in Großbritannien für ihre Arbeit im Radio und in Sitcoms bekannt war.
Ihren großen Durchbruch feierte sie in der Radiosendung Take It From Here im Jahr 1953. Das Fernsehen folgte schnell, so war sie beispielsweise an der Seite von Schauspieler Tony Hancock immer wieder zu sehen. 1966 spielte Whitfield eine Hauptrolle in der Sitcom Beggar My Neighbour. Außerdem war sie Teil der Besetzung der Carry-On-Filmreihe.
Ab 1968 waren June Whitfield und Terry Scott für lange Jahre Drehpartner, so beispielsweise als Ehepaar in der britischen Sitcom Happy Ever After sowie in Terry and June.
Von 1992 bis 2011 war Whitfield in Absolutely Fabulous als Mutter von Edina Monsoon, genannt Grandma oder auch Granny, zu sehen, womit sie auch bei einem breiteren deutschen Publikum bekannt wurde. Zudem war sie in den letzten Jahren Teil der Hauptdarsteller in Last of the Summer Wine und The Green Green Grass.

## Leben

### Kindheit und Jugend
June Rosemary Whitfield wurde 1925 in Streatham, London geboren. Ihr Vater war der Geschäftsführer eines Unternehmens (Dictograph Telephones), das zuvor von seinem Vater in Yorkshire gegründet wurde. Beide Eltern waren engagierte Amateurdarsteller. So machte sie bereits mit drei Jahren ihre erste Bühnenerfahrung, als ihre Mutter sie am Robinson’s Dance Studio anmeldete. Whitfield besuchte die Streatham Hill High School, bevor sie im Zweiten Weltkrieg nach Bognor Regis evakuiert wurde. Dort besuchte sie die St Michael’s School, bevor sie nach Penzance in Cornwall evakuiert wurde. Mit ihren Eltern zog sie dann nach Huddersfield, wo sie Steno und Schreibmaschine erlernte. Danach setzte sie die Ausbildung zur Sekretärin am Pitman’s College in Brixton Hill fort. 1944 schloss Whitfield die Royal Academy of Dramatic Art mit einem Diplom ab. 1955 heiratete sie Timothy John Aitchison, der als Vermesser arbeitete. Gemeinsam haben sie eine Tochter, Suzy Aitchison, die heute ebenfalls als Schauspielerin tätig ist.

### Karrierebeginn
Whitfield begann in den 1940er-Jahren ihre Radiokarriere, gemeinsam mit Wilfred Pickles. Ab 1947 war sie in der Sendung Twenty Questions als sogenanntes quick-witted panel member zu hören. 1951 hatte sie ihre erste Fernsehrolle in The Passing Show und gehörte zudem zum Ensemble der Londoner Version von South Pacific.
In England erlebte sie ihren großen Durchbruch mit der Rolle der emigrierten Joy Nichols in der Radio-Comedyshow Take It From Here, wo sie im Sendungsteil The Glums als Eth die Verlobte von Ron Glum spielte. In den nächsten 15 Jahren war Whitfield in vielen kleineren Fernsehrollen zu sehen.
1959 war sie in 41 Grad Liebe zu sehen, was zugleich ihr erster Auftritt in der Carry-on …-Filmreihe war.

### Karriere
1966 war Whitfield erstmals in einer Hauptrolle einer Fernsehsendung zu sehen. In Beggar My Neighbour spielte sie Rose Garvey. Nach dem Ende der Serie war sie 1968 für die nächsten sechs Jahre in Scott On... zu sehen. Zu diesem Zeitpunkt begann die enge Zusammenarbeit mit Terry Scott. Ab 1971 war sie zudem in Schütze dieses Haus sowie im gleichnamigen Kinofilm zu sehen, der 1972 in die Kinos kam. Es folgten weitere Auftritte in der Carry-On …-Filmreihe, darunter in Ein total verrückter Urlaub und Mißwahl auf Englisch.
1974 wirkte sie im Pilotfilm der Sitcom Happy Ever After mit, erneut an der Seite von Terry Scott. Auch in der Serie spielte sie die Gattin von Scott, für die folgenden fünf Jahre (bis 1979). Anschließend spielte sie erneut die Ehegattin Scotts, diesmal in der Sitcom Terry and June der 1980er Jahre. Der einzige Unterschied zwischen Happy Ever After und Terry and June bestand im neuen Nachnamen (Fletcher statt Medford) und einem anderen Set, zudem waren andere Darsteller als Familienmitglieder eingesetzt worden. Für die folgenden acht Jahre war sie in dieser Rolle zu sehen, daneben hatte sie Auftritte in It Ain’t Half Hot Mum und Der Aufpasser. In der Nachfolgeserie Terry and Julian hatte Whitfield eine Episodenrolle.
In den späten 1970er- und frühen 1980er-Jahren hatte sie einige Auftritte in Werbespots, die allesamt für Birds Eye von Regisseur Vernon Howe produziert wurden. Dabei synchronisierte sie auch den Slogan ... it can make a dishonest woman of you!.
1971 nahmen June Whitfield und Frankie Howerd eine Comedyversion vom damals erfolgreichen Song Je t’aime … moi non plus auf, in der sie als Mavis mitwirkte.
In zwei Ausgaben der britischen Biografien-Reihe This Is Your Life war sie Anlass für die Sendung. Im April 1976 wurde sie vom britischen Moderator Eamonn Andrews bei ihr zu Hause in Wimbledon, im März 1995 von britischen Moderator Michael Aspel im BBC Television Centre überrascht.
In den 1980er-Jahren war Whitfield wieder verstärkt in Radiosendungen zu hören. Ab 1984 war sie so z. B. im Format The News Huddlines zu hören, welches 2001 abgesetzt wurde. In dem Format ahmte sie häufig andere Personen nach, unter anderem die damalige britische Premierministerin Margaret Thatcher. In den 1980er- und 1990er-Jahren war sie auch auf der Bühne tätig und spielte in Neuauflagen von Ein idealer Gatte und Babes in the Wood mit. Im Jahr 1982 wirkte sie (als Mutter von Rupert Bär) in den Londoner AIR-Studios bei den Aufnahmen zu Rupert and the Frog Song von Paul McCartney mit. 1985 sang sie zudem mit Ian Charleson eine neue Version des Duetts You’re Just in Love von Irving Berlin in A Royal Night of One Hundred Stars. 1982 wurde sie ein Freeman der City of London, 1985 bekam sie den OBE.

### Karriere seit 1990
Nachdem Whitfield 1988 in einer Episode der Sketchsendung French & Saunders mitgewirkt hatte, gehörte sie ab 1992 zur Stammbesetzung der britischen Sitcom Absolutely Fabulous, die von Jennifer Saunders geschrieben wurde. So wurde Whitfield auch einem Großteil des deutschen Publikums bekannt. 2000 war sie im Pilotfilm Mirrorball zu sehen, in dem auch der restliche Cast von Absolutely Fabulous, allerdings in anderen Rollen, mitwirkte. Von 1993 bis 2001 war sie als Miss Marple in 12 Radioadaptionen der Bücher von Agatha Christie zu hören. In Filmen wie Mach’s nochmal, Columbus und Herzen in Aufruhr hatte sie in den 1990er-Jahren Auftritte. In der in Friends-Folge Endlich Hochzeit? – Teil 2, die in London spielte, war sie außerdem als Haushälterin zu sehen.
Seit 2000 war Whitfield unter anderem in The Royal, Inspector Barnaby, Agatha Christie’s Marple und New Tricks – Die Krimispezialisten zu sehen. Von 2005 bis 2010 gehörte sie zur Stammbesetzung von Last of the Summer Wine, am 29. Juli 2007 wurde ihr außerdem eine Episode der The South Bank Show gewidmet. Im gleichen Jahr trat sie in der English-National-Opera-Produktion On the Town auf. Im November 2007 hatte sie zudem Auftritte im Only-Fools-and-Horses-Spin-off The Green Green Grass, als Mutter von Marlene. 2008 folgte ein Auftritt in der ITV-Produktion Harley Street, 2009 dann eine Gastrolle in Kingdom sowie eine erneute Autobiografie mit dem Titel At a Glance … An Absolutely Fabulous Life, eine Kollektion von Scrapbook-Fotos aus ihrem Leben und ihrer Karriere.
Whitfield trat im Doctor-Who-Zweiteiler Das Ende der Zeit auf, 2010 hatte sie eine kurze Rolle in der Seifenoper Coronation Street. 2011 war sie erneut im Radio zu hören, 2011 und 2012 folgten weitere Auftritte als Grandma in Absolutely Fabulous.
2014 war sie zudem wieder in Inspector Barnaby zu sehen.
Ihre letzten Auftritte waren 2016 in der Serie EastEnders und dem Film Absolutely Fabulous: Der Film.

### Privatleben
June Whitfield war von 1955 bis zu dessen Tod 2001 mit Tim Aitchison verheiratet. Ihre gemeinsame Tochter Suzy Aitchison ist ebenfalls Theater- und Fernsehschauspielerin. Gemeinsam mit dem britischen Schauspieler und Autor Christopher Douglas erarbeitete sie ihre Autobiografie, die 2000 mit dem Titel And June Whitfield erschien.

### Ehrungen
June Whitfield wurde 1994 für ihr Lebenswerk beim British Comedy Award ausgezeichnet. 1999 wurde sie in die Royal Television Society Hall of Fame aufgenommen. Whitfield erhielt 1985 den Order of the British Empire (OBE) und 1998 wurde sie eine Dame Commander of the British Empire (DBE).

## Filmografie (Auswahl)
- 1946: Jugendliebe – Drei Tage Ferien (Quiet Weekend)
- 1950: The Twenty Questions Murder Mystery
- 1956–1957: The Tony Hancock Show (Fernsehserie, 11 Folgen)
- 1959: 41 Grad Liebe (Carry On Nurse)
- 1961–1968: The Benny Hill Show (Fernsehserie, 4 Folgen)
- 1962: Benny Hill (Fernsehserie, 2 Folgen)
- 1966: Der Spion mit der kalten Nase (The Spy with a Cold Nose)
- 1966–1968: Beggar My Neighbour (Fernsehserie, 24 Folgen)
- 1968–1974: Scott On… (Fernsehserie, 25 Folgen)
- 1969–1970: The Best Things in Life (Fernsehserie, 13 Folgen)
- 1971: Die herrlichen sieben Todsünden (The Magnificent Seven Deadly Sins)
- 1972: Schütze dieses Haus (Bless This House)
- 1972: Ein total verrückter Urlaub (Carry On Abroad)
- 1973: Schütze dieses Haus (Bless This House, Fernsehserie, Folge 3x09)
- 1973: Mißwahl auf Englisch (Carry On Girls)
- 1975: Romanze mit einem Kontrabaß (Romance with a Double Bass) (Kurzfilm)
- 1976: Not Now, Comrade
- 1979: Der König von Narnia (The Lion, the Witch and the Wardrobe) (Fernsehfilm, Sprechrolle)
- 1979–1987: Terry & June (Fernsehserie, 65 Folgen)
- 1984: Der Aufpasser (Minder, Fernsehserie, Folge 4x05)
- 1990: Cluedo (Fernsehserie, 6 Folgen)
- 1992: Mach’s nochmal, Columbus (Carry On Columbus)
- 1992–2012: Absolutely Fabulous (Fernsehserie, 36 Folgen)
- 1996: Herzen in Aufruhr (Jude)
- 1997: Absolutely Fabulous: Absolutely Not!
- 1997: Unsichtbar (Out of Sight, Fernsehserie, Folge 2x03)
- 1998: Friends (Fernsehserie, Folge 4x24 Endlich Hochzeit? – Teil 2)
- 2000: Die legendären blonden Bombshells (The Last of the Blonde Bombshells, Fernsehfilm)
- 2001–2010: Last of the Summer Wine (Fernsehserie, 44 Folgen)
- 2005–2007: Bob der Baumeister (Bob the Builder, Fernsehserie, 7 Folgen, Sprechrolle)
- 2005/2014: Inspector Barnaby (Midsomer Murders, Fernsehserie, 2 Folgen)
- 2006: Agatha Christie’s Marple (Fernsehserie, Folge 2x03)
- 2007: New Tricks – Die Krimispezialisten (New Tricks, Fernsehserie, Folge 4x02)
- 2009/2010: Doctor Who (Fernsehserie, 2 Folgen)
- 2010: Coronation Street (Fernsehserie, 3 Folgen)
- 2012: Run for Your Wife
- 2014–2016: Boomers (Fernsehserie, 4 Folgen)
- 2015: You, Me and the Apocalypse (Miniserie, Folge 1x09)
- 2015–2016: EastEnders (Fernsehserie, 3 Folgen)
- 2016: Absolutely Fabulous: Der Film (Ab Fab: The Movie)